# Torrey Highlands (San Diego)
Torrey Highlands es una comunidad principalmente residencial en la ciudad de San Diego, California. La mayoría de la comunidad empezó a desarrollarse y planearse a inicios de los años 2000.

## Geografía
Torrey Highlands limita al norte con Black Mountain Ranch; al sur por Del Mar Mesa; al este con Rancho Peñasquitos; al oeste con Pacific Highlands Ranch; y al noroeste con Fairbanks Ranch.
El plan del área suburbana de Torrey Highlands fue aprobada en 1996 por los votantes y el consulado de la ciudad. El plan del área suburbana de Torrey Highlands limitaba el tamaño de las casas a no más de 2,600 pies y se le designó ese tamaño a casi la mitad del desarrollo de Torrey Highlands fueron casas, 30 por ciento para parques y espacios abiertos, 12 por ciento para escuelas, 5 por ciento para uso comercial y el 3 por ciento para centros de empleados.

## Demografía
Según las estimaciones de la Asociación de Gobiernos de San Diego para el 2006, habían 2,401 personas y 227 casas en el barrio, y un incremento del 29,912.5% de 8 personas y 2 casas en el 2000. La demografía fue de 58.6% blanco, 30.5% asiáticos & isleños del pacífico, 5.5% hispanos, 4.0% de otras razas, 1.3% afroamericanos y 0.2% amerindios. La edad media era de 39.9 con el 28.2% bajo la edad de 18 y 8.5% con más de 65 años. Los ingresos promedios del barrio eran de $130,086 ($101,899 ajustados a la inflación del dólar de 1999); 20.7% de la comunidad hizo más de $150,000; 63.0% hizo entre $60,000 y $149,999; y 16.3% menos de $60,000.